# Jasmin Open
Jasmin Open, oficiálně Jasmin Open by Lilas, byl profesionální tenisový turnaj žen hraný v tuniském přímořském letovisku Monastir. Založen byl v roce 2022. Na okruhu WTA Tour se zařadil do kategorie WTA 250. Dějištěm se stal plážový hotelový rezort Skanes Family, s povrchem tvrdých dvorců GreenSet. V roce 2025 jej v zářijovém termínu nahradil SP Open v São Paulu.

## Historie
Jasmin Open byl založen v roce 2022 jako součást ženského okruhu WTA Tour v kategorii WTA 250. Zařazen do říjnového 40. týdne sezóny byl dodatečně již v květnu 2022, po zrušení čínských turnajů WTA kvůli obavám o bezpečnost čínské tenistky Pcheng Šuaj, která v listopadu 2021 obvinila bývalého vicepremiéra Čanga Kao-lia ze sexuálního násilí. Dějištěm se staly dvorce s tvrdým povrchem hotelového rezortu Skanes Family v Monastiru.
Tuniský turnaj se připojil k jediné ženské události okruhu hrané na africkém kontinentu, rabatskému Morocco Open. Důležitou roli pro pořádání turnaje sehrála tuniská členka první světové desítky Ons Džabúrová, jejíž kariérní vzestup zpopularizoval tenis v Tunisku. Klíčové jednání se uskutečnilo na prosincovém exhibičním World Tennis Championship 2021 v Abú Zabí, kde se Džabúrová dohodla s ředitelkou tenisových programů globální sportovní agentury IMG Vickie Gunnarssonovou, a to v situaci výpadku řady turnajů kvůli pandemii covidu-19 a zrušení čínské túry. Se založením souhlasila prezidentka tuniské tenisové federace Salma Mouelhiová-Guizanová. IMG jako držitel licence poskytl tuniské federaci startovní tříletý pronájem práv. V plážovém hotelovém rezortu Skanes Family vznikl nový centrkurt pro 2,5 tisíce diváků a další dva soutěžní kurty byly zrekonstrovány. Monastir byl již tradičním hostitelem každoroční série turnajů na nižším okruhu ITF.
Do dvouhry nastupovalo třicet dva singlistek a čtyřhry se účastnilo šestnáct dvojic. Úvodní dva ročníky 2022 a 2023 vyhrála Belgičanka Elise Mertensová, která – po Hobart International – podruhé v kariéře obhájila titul.

## Vývoj názvu
- 2022–2023: Jasmin Open Monastir[11][12]
- 2024: Jasmin Open by Lilas[1]

## Přehled finále

### Dvouhra
| Rok  | vítězka              | finalistka         | výsledek |
| ---- | -------------------- | ------------------ | -------- |
| 2022 | Elise Mertensová     | Alizé Cornetová    | 6–2, 6–0 |
| 2023 | Elise Mertensová (2) | Jasmine Paoliniová | 6–3, 6–0 |
| 2024 | Sonay Kartalová      | Rebecca Šramková   | 6–3, 7–5 |

### Čtyřhra
| Rok  | vítězky                                   | finalistky                               | výsledek              |
| ---- | ----------------------------------------- | ---------------------------------------- | --------------------- |
| 2022 | Kristina Mladenovicová Kateřina Siniaková | Miju Katová Angela Kulikovová            | 6–2, 6–0              |
| 2023 | Sara Erraniová Jasmine Paoliniová         | Mai Hontamová Natalija Stevanovićová     | 2–6, 7–6(7–4), [10–6] |
| 2024 | Anna Blinkovová Majar Šarífová            | Alina Kornějevová Anastasija Zacharovová | 2–6, 6–1, [10–8]      |